# اوقات بد در ال‌رویال
اوقات بد در ال‌رویال (انگلیسی: Bad Times at the El Royale)، یک فیلم در ژانر نئو-نوآر دلهره‌آور، محصول سال ۲۰۱۸ آمریکا و به نویسندگی و کارگردانی درو گادرد است. جف بریجز، سینتیا اریوو، داکوتا جانسون، جان هم، کایلی اسپینی، نیک آفرمن و کریس همسورث از جمله بازیگران فیلم هستند.
اوقات بد در ال‌رویال در تاریخ ۱۲ اکتبر ۲۰۱۸ اکران شد. علی‌رغم شکست در گیشه با فروش ۳۱ میلیون دلار، فیلم به‌طور کلی با نظرات مثبت منتقدان همراه شد و در زمینه تیم بازیگری، فیلم‌نامه و کارگردانی ستایش شد. همچنین بعضی از منتقدان، زمان طولانی فیلم و ریتم کند آن را از جمله نقاط ضعف فیلم دانستند.

## داستان
داستان فیلم در سال ۱۹۶۹ رخ می‌دهد و ماجرای هفت غریبه را دنبال می‌کند که هرکدام برای یک شب در هتلی مرموز و عجیب به نام ال‌رویال که درست در وسط مرز نوادا-کالیفرنیا قرار دارد، اتاق رزور می‌کنند و این در حالی است که هرکدام از این افراد برای هدف مشخصی به این هتل آمده‌اند.